# Freelance (film)
Freelance är en amerikansk actionkomed från 2023. Filmen är regisserad av Pierre Morel och skriven av Jacob Lentz. I huvudrollerna syns John Cena, Alison Brie, Juan Pablo Raba och Christian Slater.

## Handling
En specialagent åtar sig uppdraget att beskydda en journalist vid en intervju med en diktator. Men då en militärkupp bryter ut tvingas de båda fly ut i djungeln där de måste lära sig att överleva.

## Rollista
| Roll                   | Skådespelare     | Svensk röst              |
| ---------------------- | ---------------- | ------------------------ |
| Mason Pettits          | John Cena        | Daniel Sjöberg           |
| Claire Wellington      | Alison Brie      | Josefina Hylén           |
| President Juan Venegas | Juan Pablo Raba  | Pablo Cepeda             |
| Sebastian Earle        | Christian Slater | Michael Blomqvist        |
| Jenny Pettits          | Alice Eve        | Jennie Jahns             |
| Colonel Jan Koehorst   | Marton Csokas    | Lawrence Mackrory        |
| Jorge Vásquez          | Sebastián Eslava |                          |
| Casey                  |                  | Benthe Börjesson Liebert |

- Övriga röster: Albin Modin, Anton Olofson Raeder, Carla Abrahamsen, Dominique Pålsson Wiklund, Freddy Åsblom, Jonas Lidholm, Love Dahl Alling, Nick Atkinson
- Regissör och tekniker: Björn Lundqvist
- Översättare: Angela Åkerblom
- Manusbearbetare: Björn Lundqvist
- Mixtekniker: Tillie Buisson
- Svensk version producerad av Iyuno